# Tramwaje w Gandży
Tramwaje w Gandży − zlikwidowany system komunikacji tramwajowej w Gandży w Azerbejdżanie. 
Tramwaje w Gandży uruchomiono 1 maja 1933 jako tramwaje szerokotorowe (1524 mm). W szczycie swej działalności w Gandży były cztery linie tramwajowe. Tramwaje zlikwidowano 16 października 1976. W ostatnich latach w Gandży eksploatowano tramwaje typu RVZ-6. Jeden z nich o nr 42 został zachowany jako pomnik. 